# 鳥中華
鳥中華（とりちゅうか）は、山形県発祥の麺料理である。"蕎麦店から生まれたラーメン"として親しまれている。

## 概要
蕎麦のつゆに使われる和風だしのスープにラーメンの中華麺を入れ、鶏肉、天かす、海苔などをトッピングした料理である。山形県内の蕎麦屋などで提供されている。
誕生は天童市にある1861年創業の「手打 水車生そば」であるとされ、元々は賄い料理として提供していたものである。その賄いで出していたものを近所の温泉街の酌婦が聞きつけ、そこから裏メニューとして一般客に提供していた。その後、メニュー化し知れ渡っていった。B級グルメのコンテストでは過去に全国6位に選ばれた実績も持つ。

## 商品化
袋麺
- みうら食品「山形 そば屋の中華 鳥中華 和風そばつゆ味」

カップ麺
- 2019年 - ヤマダイ「ニュータッチ 大盛山形鳥中華」
- 2022年 - サンヨー食品「大和イチロウおすすめ！ 鳥中華どんぶり 和風そばつゆ味」
- 2022年 - エースコック「まる旨 山形鳥中華」
- 2024年 - 東洋水産「マルちゃん満足の極み 山形鳥中華」（セブン-イレブン限定）